# Kōnstantínos Stamou
Kōnstantínos Emmanouil Stamou (10 luglio 2003) è un nuotatore greco, specializzato negli stili farfalla e libero.

## Biografia
Ai mondiali di Budapest 2022 si è classificato 24º nei 100 m farfalla e 14º nella staffetta 4x100 metri misti.
Ha fatto parte della spedizione greca ai Giochi del Mediterraneo di Orano 2022, dove ha vinto la medaglia d'oro nella staffetta 4x200 metri stile libero, assieme ai connazionali Dimitrios Markos, Eyaggelos Makrygiannis e Andreas Vazaios.
Agli europei di Roma 2022 ha ottenuto il 30º posto nei 50 m farfalla, il 25º nei 100 m farfalla, il 31º 200 m stile libero e il 10º nella staffetta 4x100 metri misti.
Nel 2024 vince la medaglia di bronzo agli europei di Belgrado nella staffetta 4x200 metri stile libero.

## Palmarès
- Europei

Belgrado 2024: bronzo nella 4x200m sl.
- Giochi del Mediterraneo

Orano 2022: oro nella 4×200m sl.